# تلفزيون الصحراء الغربية
تلفزيون الصحراء الغربية هي القناة الرسمية للجمهورية العربية الصحراوية والبوليساريو وتبث من منطقة بئر لحلو، داخل الأراضي التي تسيطر عليها البوليساريو.

## تاريخ
اختارت السلطات الصحراوية تاريخ ال «20 ماي 2009» لإطلاق «تلفزيون الجمهورية العربية الصحراوية»
تزامنا مع انطلاق الاحتفالات المخلدة للذكرى ال36 لتأسيس جبهة البوليزاريو وإعلان الكفاح المسلح.

## وصلات خارجية
- الموقع الرسمي للقناة
- البث المباشر التلفزيون الوطني الصحراوي RASD TV
- وكالة الانباء الصحراوية
- البث المباشر للإذاعة الوطنية الصحراوية RASD Radio
- الموقع الرسمي لجريدة الاسبوعية الصحراء حرة